# Ormoy-le-Davien
Ormoy-le-Davien är en kommun i departementet Oise i regionen Hauts-de-France i norra Frankrike. Kommunen ligger i kantonen Betz som tillhör arrondissementet Senlis. År 2022 hade Ormoy-le-Davien 371 invånare.

## Befolkningsutveckling
Antalet invånare i kommunen Ormoy-le-Davien
| Referens: INSEE |